# Jarret Thomas
Jarret John „JJ” Thomas (ur. 6 kwietnia 1981 w Fairbanks) – amerykański snowboardzista, brązowy medalista olimpijski.

## Kariera
Po raz pierwszy na arenie międzynarodowej pojawił się 21 grudnia 1996 roku w Sugarloaf, gdzie w zawodach Pucharu Kontynentalnego zajął 30. miejsce w halfpipe'ie. W Pucharze Świata zadebiutował 1 marca 2001 roku w Park City, zajmując 45. miejsce w tej konkurencji. Pierwsze pucharowe punkty wywalczył 16 marca 2001 roku w Ruka, kończąc rywalizację w halfpipe’ie na szóstej pozycji. Nigdy jednak nie stanął na podium zawodów tego cyklu, najwyższą lokatę zajmując 7 września 2001 roku w Valle Nevado, gdzie był czwarty, przegrywając walkę o trzecie miejsce z Jonasem Emerym ze Szwajcarii. Najlepsze wyniki osiągnął w sezonie 2001/2002, kiedy to zajął 44. miejsce w klasyfikacji halfpipe’a.
Jego największym sukcesem jest brązowy medal w halfpipe’ie zdobyty na igrzyskach olimpijskich w Salt Lake City w 2002 roku. W zawodach tych wyprzedzili go tylko dwaj rodacy: Ross Powers i Danny Kass. Był to jego jedyny medal wywalczony na międzynarodowej imprezie tej rangi. Nie startował na mistrzostwach świata.
W 2011 roku zakończył karierę.

## Osiągnięcia

### Igrzyska olimpijskie
| Miejsce | Dzień     | Rok  | Miejscowość    | Konkurencja | Zwycięzca   |
| ------- | --------- | ---- | -------------- | ----------- | ----------- |
| 3.      | 11 lutego | 2002 | Salt Lake City | Halfpipe    | Ross Powers |

### Puchar Świata

#### Miejsca w klasyfikacji generalnej
- sezon 2000/2001: -
- sezon 2001/2002: -
- sezon 2003/2004: -
- sezon 2004/2005: -
- sezon 2008/2009: 210.

#### Miejsca na podium
Thomas nigdy nie stawał na podium zawodów PŚ.